# Radiolarite

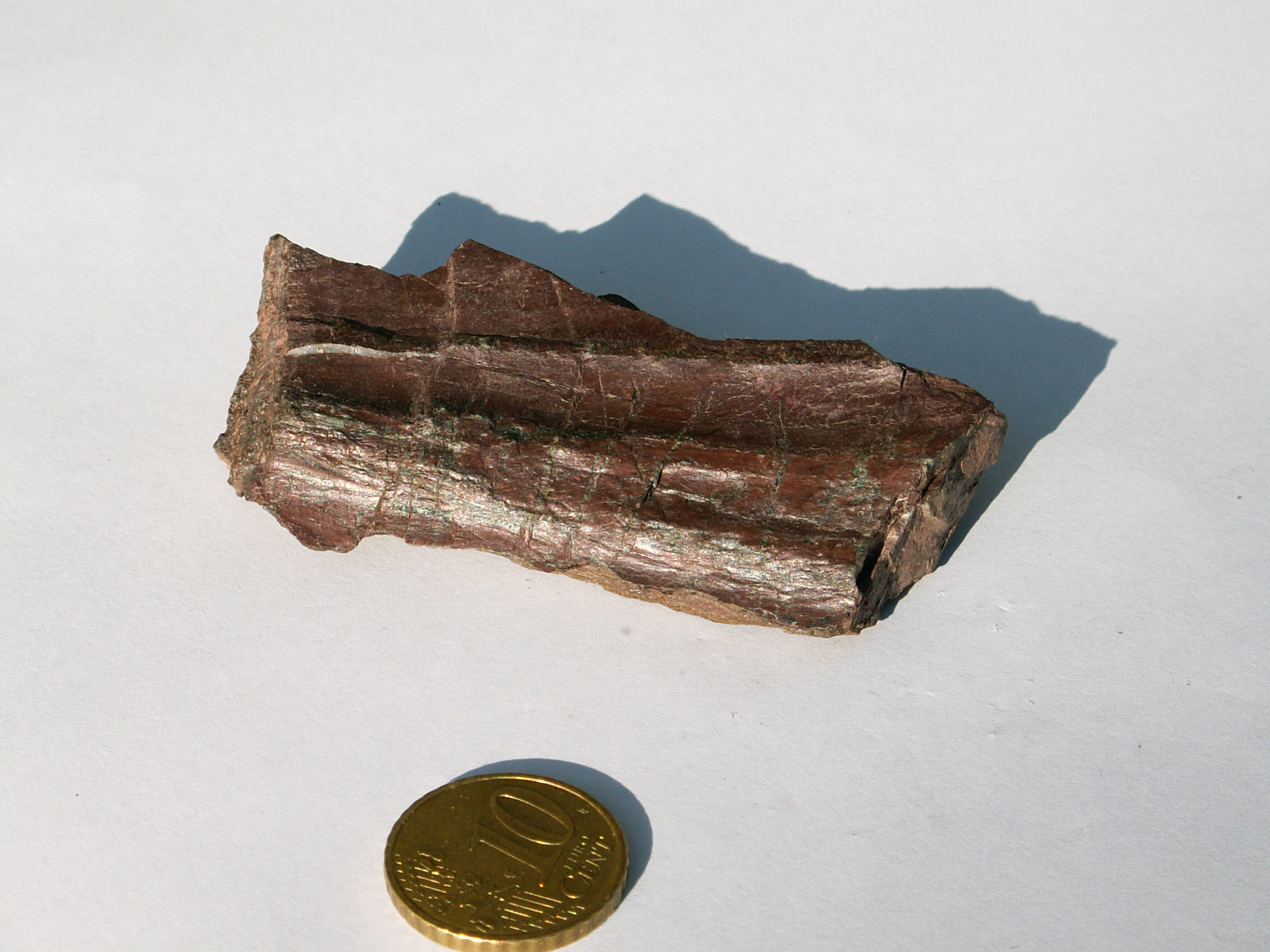
Radiolarite, (Giurassico) delle Alpi.

La radiolarite o selce a radiolari è una roccia sedimentaria molto ricca in biossido di silicio che si può considerare una varietà di selce. Sono di origine organogena e risultano simili alle spongoliti. 

## Descrizione
Le radiolariti sono dure, a frattura scagliosa o concoide, colorazione verde (o rossa o nera), sottilmente stratificate. Le radiolariti che sono grigie a causa della presenza di grafite, sono chiamate ftaniti.

## Formazione
Si forma in depositi primari e contiene microfossili di radiolari. Questa roccia è indicativa di ambienti deposizionali a batimetrie superiori a quella del lisoclino, dove i sedimenti silicei sono stabili mentre i sedimenti minerali carbonatici subiscono dissoluzione.

## Diffusione

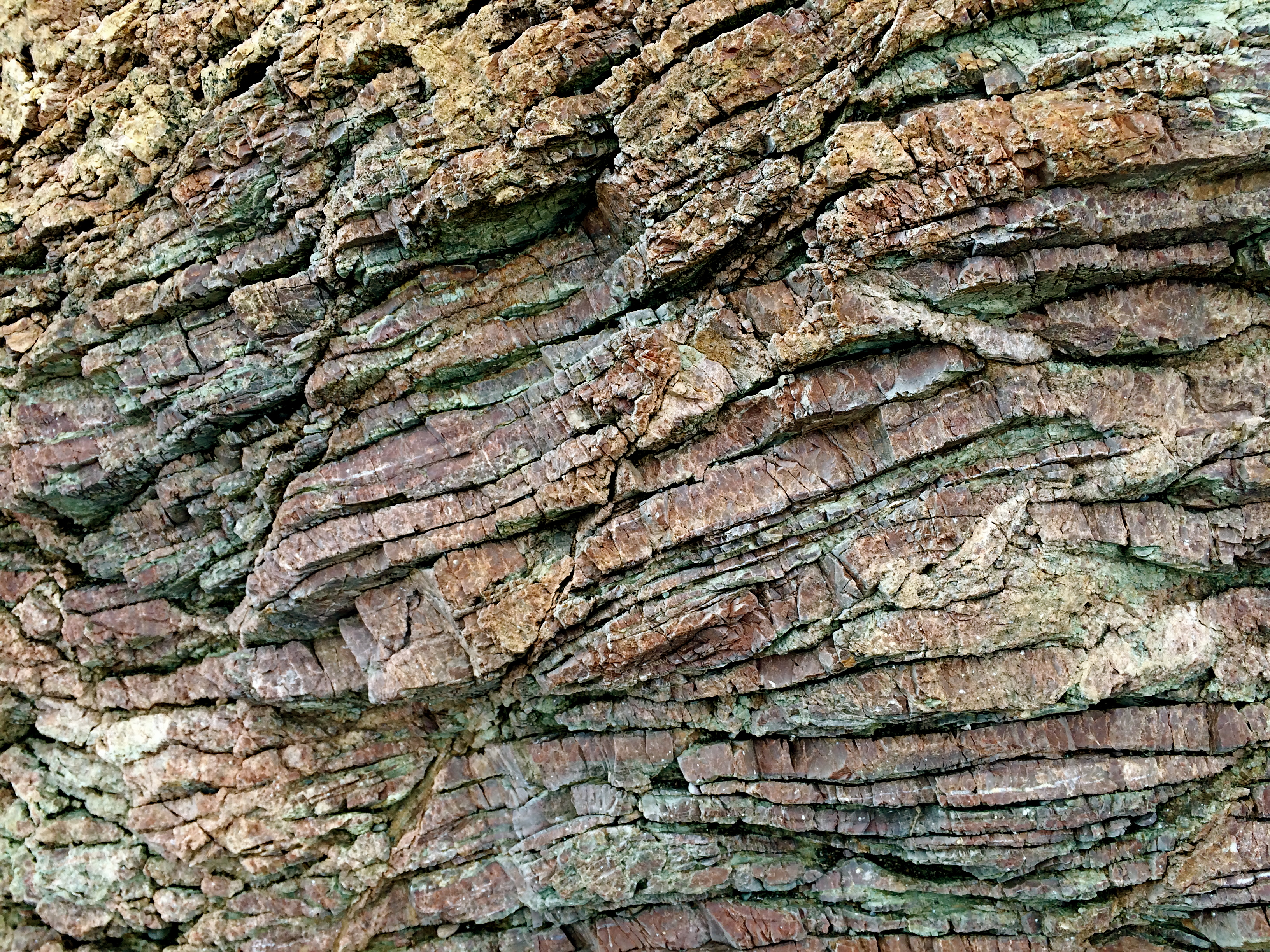
Strati di radiolariti in posto (California, USA)

In Italia, a titolo di esempio, è presente una formazione geologica chiamata Radiolariti del Selcifero Lombardo, del Giurassico medio-superiore. Esse costituiscono, con il Rosso ad Aptici, il Gruppo del Selcifero Lombardo. In termini paleoambientali, le radiolariti del Selcifero Lombardo sono interpretate come il risultato della sedimentazione di fanghi silicei o calcareo-silicei ad opera di torbiditi avvenuta in bacini pelagici. Altri affioramenti di radiolariti degni di nota si trovano in Piemonte presso il Monte Cruzore (nei pressi di Cesana Torinese), nonché vicino all'abitato di Champlas Seguin e sul Colle Intersile.